# Liste der Monuments historiques in Champlitte
Die Liste der Monuments historiques in Champlitte führt die Monuments historiques in der französischen Gemeinde Champlitte auf.

## Liste der Immobilien
| Bezeichnung             | Beschreibung | Standort                                                           | Kennzeichnung | Schutzstatus | Datum     | Bild           |
| ----------------------- | --- | ------------------------------------------------------------------ | ------------- | ------------ | --------- | -------------- |
| Wohnhaus                | Massivbau, Portal bezeichnet 1578 | Champlitte, 11 place des Halles (Lage)                             | PA70000033    | Inscrit      | 2000      |                |
| Kirche St-Christophe    | ab dem 15. Jahrhundert | Champlitte, place de l’Église (Lage)                               | PA70000091    | Inscrit      | 2009      | weitere Bilder |
| Kirche St-Christophe    | ab dem späten 11. Jahrhundert | Champlitte-la-Ville, rue de l’Église (Lage)                        | PA00102316    | Inscrit      | 1991      | weitere Bilder |
| Orangerie des Schlosses | aus der zweiten Hälfte des 18. Jahrhunderts, Architekt Claude Joseph Alexandre Bertrand | Champlitte, rue de l’Église (Lage)                                 | PA00102129    | Inscrit      | 1972      |                |
| Augustinerkloster       | 1398 gegründet, nach der Französischen Revolution aufgelöst; Kirche kurz nach 1412, Kreuzgang wenig später, Kapelle St-Sébastien von 1598, Wirtschaftsgebäude aus dem 16. und 17. Jahrhundert                      | Champlitte, 4 rue des Casernes (Lage)                              | PA00102318    | Classé       | 1993 2000 | weitere Bilder |
| Stadtbefestigung        | 1252 erstmals erwähnt, um 1538 erneuert; rechteckiger Mauerzug mit acht Türmen, davon der Nordwest- (Tour des Annonciades), der Südwest- und der Südturm erhalten                                                  | Champlitte, rue des Annonciades, rue du Tramway, rue du Sac (Lage) | PA00102131    | Inscrit      | 1985 1995 |                |
| Château de Champlitte   | aus der zweiten Hälfte des 18. Jahrhunderts, Architekten Claude Antoine Colombot und Claude Joseph Alexandre Bertrand, mit älteren Bauteilen; heute Musée départemental d'Arts et Traditions populaires und Mairie | Champlitte, place de la Mairie (Lage)                              | PA00102130    | Classé       | 1909      | weitere Bilder |
| Château Grillot         | aus dem 16. Jahrhundert; mit Teilen der Ausstattung | Champlitte, 2 rue du Marché (Lage)                                 | PA00102319    | Inscrit      | 1991      |                |
| Wohnhaus                | Massivbau, 18. Jahrhundert; mit Teilen der Ausstattung | Champlitte, 39 rue de la République (Lage)                         | PA00125412    | Inscrit      | 1993      |                |
| Monument Petitjean      | Grabpyramide, 1872 | Neuvelle-lès-Champlitte, auf dem Friedhof (Lage)                   | PA70000015    | Inscrit      | 1997      |                |
| Maison espagnole        | Massivbau, bezeichnet 1573 | Champlitte, 14 place des Halles (Lage)                             | PA70000069    | Inscrit      | 2004      |                |

## Liste der Objekte
| Bezeichnung | Beschreibung | Standort                                                      | Kennzeichnung | Schutzstatus | Datum | Bild |
| --- | --- | ------------------------------------------------------------- | ------------- | ------------ | ----- | ---- |
| Skulptur Heilige Katharina von Alexandrien | Holz, farbig gefasst und vergoldet, 18. Jahrhundert                                                                                    | Frettes, in der Kirche St-Didier (Lage)                       | PM52000488    | Classé       | 1979  |      |
| Skulptur Heiliger Ludwig | Holz, farbig gefasst und vergoldet, 18. Jahrhundert                                                                                    | Frettes, in der Kirche St-Didier (Lage)                       | PM52000489    | Classé       | 1979  |      |
| Prozessionsfahne Heilige Katharina | Seide, Leinwand, Ölfarbe auf Leinwand, 19. Jahrhundert                                                                                 | Champlitte-la-Ville, in der Kirche St-Christophe (Lage)       | PM70002374    | Inscrit      | 1995  |      |
| Kruzifix (1) | Holz, farbig gefasst, 16. Jahrhundert                                                                                                  | Montarlot-lès-Champlitte, in der Kirche St-Martin (Lage)      | PM70003017    | Inscrit      | 1985  |      |
| Skulptur Gekrönte Madonna | Aufsatz eines Prozessionsstabs; Holz, vergoldet, 19. Jahrhundert                                                                       | Montarlot-lès-Champlitte, in der Kirche St-Martin (Lage)      | PM70003019    | Inscrit      | 1985  |      |
| Skulptur Heilige Barbara (1) | Aufsatz eines Prozessionsstabs; Holz, vergoldet, 18. Jahrhundert                                                                       | Montarlot-lès-Champlitte, in der Kirche St-Martin (Lage)      | PM70003020    | Inscrit      | 1985  |      |
| Kruzifix (2) | Holz, farbig gefasst, Ende des 18. Jahrhunderts                                                                                        | Neuvelle-lès-Champlitte, in der Kirche St-Prudent (Lage)      | PM70003084    | Inscrit      | 1994  |      |
| Skulptur Johannes Evangelist (1) | Teil einer Kreuzigungsgruppe; Holz, vergoldet, 19. Jahrhundert                                                                         | Frettes, in der Kirche St-Didier (Lage)                       | PM70002742    | Inscrit      | 1985  |      |
| Relief Kreuzigung | Fragment; Stein, 15. Jahrhundert; aus dem Kloster Theuley                                                                              | Champlitte, in der Kirche St-Christophe (Lage)                | PM70000261    | Classé       | 1928  |      |
| Relief Majestas Domini | Fragment; Stein, Ende des 13. Jahrhunderts; aus dem Kloster Theuley                                                                    | Champlitte, in der Kirche St-Christophe (Lage)                | PM70000262    | Classé       | 1928  |      |
| Zwei Reliefs Drei Heilige | Fragmente; Stein, 14. Jahrhundert; aus dem Kloster Theuley                                                                             | Champlitte, in der Kirche St-Christophe (Lage)                | PM70000263    | Classé       | 1928  |      |
| Skulptur Mariä Himmelfahrt | Holz, vergoldet, 16. Jahrhundert | Champlitte, in der Kirche St-Christophe (Lage)                | PM70000264    | Classé       | 1928  |      |
| Taufbecken (1) | Stein, 12. Jahrhundert | Champlitte, in der Kirche St-Christophe (Lage)                | PM70000265    | Classé       | 1928  |      |
| Skulptur Heiliger Rochus (1) | Aufsatz eines Prozessionsstabs; Holz, vergoldet, 18. Jahrhundert                                                                       | Champlitte, in der Kirche St-Christophe (Lage)                | PM70000267    | Classé       | 1974  |      |
| Skulptur Heiliger Martin (1) | Holz, 18. Jahrhundert | Montarlot-lès-Champlitte, in der Kirche St-Martin (Lage)      | PM70001718    | Classé       | 1989  |      |
| Skulptur eines Bischofs mit Gnadenstuhl (1) | Stein, 15. oder 16. Jahrhundert | Montarlot-lès-Champlitte, in der Kirche St-Martin (Lage)      | PM70001720    | Classé       | 1989  |      |
| Sakramentsschrank | Stein, Anfang des 16. Jahrhunderts | Champlitte-la-Ville, in der Kirche St-Christophe (Lage)       | PM70001724    | Classé       | 1989  |      |
| Skulpturengruppe Unterweisung Mariens (1) | Holz, vergoldet, 18. Jahrhundert | Champlitte, in der Kirche St-Christophe (Lage)                | PM70002358    | Inscrit      | 1989  |      |
| Skulptur Heiliger Josef (1) | Holz, vergoldet, 18. Jahrhundert | Champlitte, in der Kirche St-Christophe (Lage)                | PM70002379    | Inscrit      | 1985  |      |
| Skulpturengruppe Unterweisung Mariens (2) | Holz, farbig gefasst, vergoldet, 17. Jahrhundert                                                                                       | Champlitte-la-Ville, in der Kirche St-Christophe (Lage)       | PM70002383    | Inscrit      | 1985  |      |
| Skulptur Heiliger Rochus (2) | Holz, farbig gefasst, 17. Jahrhundert                                                                                                  | Champlitte-la-Ville, in der Kirche St-Christophe (Lage)       | PM70002384    | Inscrit      | 1985  |      |
| Skulptur Leidender Christus | Stein, farbig gefasst, 17. Jahrhundert                                                                                                 | Champlitte-la-Ville, in der Kirche St-Christophe (Lage)       | PM70002389    | Inscrit      | 1974  |      |
| Skulptur Madonna (1) | Stein, 16. Jahrhundert | Champlitte, in der Kirche St-Christophe (Lage)                | PM70002181    | Inscrit      | 1993  |      |
| Skulptur Mater Dolorosa (1) | Teil einer Kreuzigungsgruppe; Holz, farbig gefasst, 16. Jahrhundert                                                                    | Champlitte, in der Kirche St-Christophe (Lage)                | PM70002182    | Inscrit      | 1974  |      |
| Skulptur Johannes der Täufer | Holz, farbig gefasst, 18. Jahrhundert                                                                                                  | Leffond, in der Kirche Decollation-de-St-Jean-Baptiste (Lage) | PM70002874    | Inscrit      | 1974  |      |
| Kruzifix (3) | Holz, farbig gefasst, 17. Jahrhundert                                                                                                  | Leffond, in der Kirche Decollation-de-St-Jean-Baptiste (Lage) | PM70002878    | Inscrit      | 1985  |      |
| Skulptur Heiliger Brictius | Holz, farbig gefasst, 18. Jahrhundert                                                                                                  | Montarlot-lès-Champlitte, in der Kirche St-Martin (Lage)      | PM70003014    | Inscrit      | 1985  |      |
| Skulptur Johannes Evangelist (2) | Teil einer Kreuzigungsgruppe; Holz, farbig gefasst, 18. Jahrhundert                                                                    | Montarlot-lès-Champlitte, in der Kirche St-Martin (Lage)      | PM70003016    | Inscrit      | 1985  |      |
| Linker Seitenaltar | Altartisch, Tabernakel und Retabel; Holz, farbig gefasst und vergoldet, 18. und 19. Jahrhundert                                        | Neuvelle-lès-Champlitte, in der Kirche St-Prudent (Lage)      | PM70003075    | Inscrit      | 1994  |      |
| Armreliquiar des heiligen Vinzenz | Holz, farbig gefasst, 17. Jahrhundert                                                                                                  | Neuvelle-lès-Champlitte, in der Kirche St-Prudent (Lage)      | PM70003080    | Inscrit      | 1994  |      |
| Skulptur Madonna (2) | Holz, vergoldet, 18. Jahrhundert | Neuvelle-lès-Champlitte, in der Kirche St-Prudent (Lage)      | PM70003083    | Inscrit      | 1994  |      |
| Glocke | Bronze, bezeichnet 1775 | Leffond, in der Kirche Decollation-de-St-Jean-Baptiste (Lage) | PM70000272    | Classé       | 1942  |      |
| Zwei Gemälde: Auferstandener Christus zwischen dem heiligen Prudentius und dem heiligen Claudius und Mondsichelmadonna zwischen dem heiligen Nikolaus und dem heiligen Johannes | Ölfarbe auf Holz, Anfang des 17. Jahrhunderts; im Museum deponiert                                                                     | Neuvelle-lès-Champlitte, in der Kirche St-Prudent (Lage)      | PM70000275    | Classé       | 1978  |      |
| Skulptur Heiliger Christophorus (1) | Stein, 16. Jahrhundert | Montarlot-lès-Champlitte, in der Kirche St-Martin (Lage)      | PM70001719    | Classé       | 1989  |      |
| Skulptur Madonna mit Kind (1) | Holz, farbig gefasst und vergoldet, 17. Jahrhundert                                                                                    | Champlitte-la-Ville, in der Kirche St-Christophe (Lage)       | PM70002370    | Inscrit      | 1995  |      |
| Hauptaltar (1) | Altartisch, Tabernakel und Exposition; Holz, vergoldet, Ende des 18. Jahrhunderts                                                      | Champlitte-la-Ville, in der Kirche St-Christophe (Lage)       | PM70002371    | Inscrit      | 1995  |      |
| Kruzifix (4) | Holz, 17. Jahrhundert | Champlitte-la-Ville, in der Kirche St-Christophe (Lage)       | PM70002373    | Inscrit      | 1995  |      |
| Gemälde Heiliger Franz Xaver | Ölfarbe auf Leinwand, 18. Jahrhundert                                                                                                  | Champlitte, in der Kirche St-Christophe (Lage)                | PM70002381    | Inscrit      | 1985  |      |
| Zwei Skulpturen von heiligen Bischöfen | Holz, farbig gefasst, 18. Jahrhundert                                                                                                  | Le Prélot, in der Kapelle St-Roch (Lage)                      | PM70002382    | Inscrit      | 1985  |      |
| Prozessionsstab Madonna mit Kind (1) | Holz, vergoldet, 18. Jahrhundert | Champlitte-la-Ville, in der Kirche St-Christophe (Lage)       | PM70002387    | Inscrit      | 1985  |      |
| Weihwassereimer | Zinn, 18. Jahrhundert | Champlitte, in der Kirche St-Christophe (Lage)                | PM70002552    | Inscrit      | 1974  |      |
| Skulptur Heiliger Vinzenz (1) | Holz, farbig gefasst, 17. Jahrhundert                                                                                                  | Leffond, in der Kirche Decollation-de-St-Jean-Baptiste (Lage) | PM70002875    | Inscrit      | 1985  |      |
| Abschrankung | Schmiedeeisen, 18. Jahrhundert | Leffond, in der Kirche Decollation-de-St-Jean-Baptiste (Lage) | PM70002876    | Inscrit      | 1985  |      |
| Skulptur Heiliger Martin (2) | Holz, farbig gefasst, 18. Jahrhundert                                                                                                  | Montarlot-lès-Champlitte, in der Kirche St-Martin (Lage)      | PM70003013    | Inscrit      | 1985  |      |
| Hauptaltar (2) | Altartisch, Tabernakel, Altarkreuz und sechs Altarleuchter; Holz, farbig gefasst und vergoldet, Kupfer, 1785, Entwurf Anatoile Amoudru | Neuvelle-lès-Champlitte, in der Kirche St-Prudent (Lage)      | PM70003074    | Inscrit      | 1994  |      |
| Rechter Seitenaltar (1) | Altartisch und Retabel; Holz, farbig gefasst und vergoldet, 18. und 19. Jahrhundert                                                    | Neuvelle-lès-Champlitte, in der Kirche St-Prudent (Lage)      | PM70003076    | Inscrit      | 1994  |      |
| Taufaltar | Retabel; Stuck, 18. Jahrhundert | Neuvelle-lès-Champlitte, in der Kirche St-Prudent (Lage)      | PM70003104    | Inscrit      | 1985  |      |
| Skulpturengruppe Pietà mit einer Heiligern | Stein, farbig gefasst, 16. Jahrhundert                                                                                                 | Champlitte, in der Kirche St-Christophe (Lage)                | PM70002176    | Inscrit      | 1993  |      |
| Skulptur Madonna mit Kind (2) | Holz, vergoldet, 18. Jahrhundert | Champlitte, in der Kirche St-Christophe (Lage)                | PM70002355    | Inscrit      | 1989  |      |
| Konsoltisch | Holz, Marmor, 18. Jahrhundert | Champlitte, in der Kirche St-Christophe (Lage)                | PM70000266    | Classé       | 1974  |      |
| Skulptur Heilige Barbara (2) | Stein, farbig gefasst, Anfang des 15. Jahrhunderts                                                                                     | Champlitte, im ehemaligen Hospiz (Lage)                       | PM70000269    | Classé       | 1927  |      |
| Taufbecken (2) | Stein, 12. Jahrhundert | Champlitte-la-Ville, in der Kirche St-Christophe (Lage)       | PM70000271    | Classé       | 1928  |      |
| Skulptur Heiliger Sebastian (1) | Stein, 16. Jahrhundert | Montarlot-lès-Champlitte, in der Kirche St-Martin (Lage)      | PM70001721    | Classé       | 1989  |      |
| Skulptur Heiliger Christophorus (2) | Stein, 16. Jahrhundert | Champlitte, in der Kirche St-Christophe (Lage)                | PM70002178    | Inscrit      | 1993  |      |
| Skulptur Schutzmantelmadonna | Holz, farbig gefasst, 16. oder 17. Jahrhundert                                                                                         | Champlitte, in der Kirche St-Christophe (Lage)                | PM70002180    | Inscrit      | 1993  |      |
| Büste Heiliger Antonius | Stein, 16. Jahrhundert | Champlitte, in der Kirche St-Christophe (Lage)                | PM70002183    | Inscrit      | 1974  |      |
| Skulptur Heiliger Christophorus (3) | Holz, farbig gefasst, 18. Jahrhundert                                                                                                  | Champlitte, in der Kirche St-Christophe (Lage)                | PM70002352    | Inscrit      | 1989  |      |
| Skulptur Heiliger Genaius | Holz, farbig gefasst, um 1700 | Montarlot-lès-Champlitte, in der Kirche St-Martin (Lage)      | PM70003015    | Inscrit      | 1985  |      |
| Zwei Konsolen | Holz, farbig gefasst, 18. Jahrhundert                                                                                                  | Montarlot-lès-Champlitte, in der Kirche St-Martin (Lage)      | PM70003018    | Inscrit      | 1985  |      |
| Prozessionsstab Unterweisung Mariens | Holz, 19. Jahrhundert | Montarlot-lès-Champlitte, in der Kirche St-Martin (Lage)      | PM70003022    | Inscrit      | 1985  |      |
| Gemälde Unterweisung Mariens | Ölfarbe auf Leinwand, 17. Jahrhundert                                                                                                  | Neuvelle-lès-Champlitte, in der Kirche St-Prudent (Lage)      | PM70003078    | Inscrit      | 1994  |      |
| Kanzel | Holz, bemalt, Anfang des 19. Jahrhunderts                                                                                              | Neuvelle-lès-Champlitte, in der Kirche St-Prudent (Lage)      | PM70003082    | Inscrit      | 1994  |      |
| Skulptur Heiliger Prudentius | Holz, farbig gefasst, 18. Jahrhundert                                                                                                  | Neuvelle-lès-Champlitte, in der Kirche St-Prudent (Lage)      | PM70003102    | Inscrit      | 1985  |      |
| Rechter Seitenaltar (2) | Retabel; Holz, farbig gefasst, um 1800                                                                                                 | Champlitte-la-Ville, in der Kirche St-Christophe (Lage)       | PM70002372    | Inscrit      | 1995  |      |
| Gemälde Heiliger Ignatius von Loyola | Ölfarbe auf Leinwand, 18. Jahrhundert                                                                                                  | Champlitte, in der Kirche St-Christophe (Lage)                | PM70002380    | Inscrit      | 1985  |      |
| Skulptur Heiliger Christophorus (4) | Holz, vergoldet, 18. oder 19. Jahrhundert                                                                                              | Champlitte-la-Ville, in der Kirche St-Christophe (Lage)       | PM70002385    | Inscrit      | 1985  |      |
| Skulptur Madonna mit Kind (3) | Holz, farbig gefasst, 18. Jahrhundert                                                                                                  | Leffond, in der Kirche Decollation-de-St-Jean-Baptiste (Lage) | PM70002873    | Inscrit      | 1974  |      |
| Skulptur Heiliger Josef (2) | Holz, 19. Jahrhundert | Leffond, in der Kirche Decollation-de-St-Jean-Baptiste (Lage) | PM70002879    | Inscrit      | 1985  |      |
| Skulptur Johannes der Täufer | Holz, farbig gefasst, 18. oder 19. Jahrhundert                                                                                         | Leffond, in der Kirche Decollation-de-St-Jean-Baptiste (Lage) | PM70002880    | Inscrit      | 1985  |      |
| Kelch | Silber, vergoldet, gemarkt 1782, von Pierre-Antoine Grandguillaume                                                                     | Margilley, in der Kirche St-Christophe (Lage)                 | PM70001717    | Classé       | 1989  |      |
| Skulptur Heiliger Christophorus | Stein, 15. Jahrhundert | Champlitte, in der Kirche St-Christophe (Lage)                | PM70000268    | Classé       | 1974  |      |
| Skulptur Heiliger Mamas | Stein, farbig gefasst, Anfang des 15. Jahrhunderts                                                                                     | Champlitte, im ehemaligen Hospiz (Lage)                       | PM70000270    | Classé       | 1927  |      |
| Zwei Skulpturengruppen: Simon und Judas und Johannes Evangelist und Paulus | Stein, 16. Jahrhundert | Leffond, in der Kirche Decollation-de-St-Jean-Baptiste (Lage) | PM70000273    | Classé       | 1971  |      |
| Hauptaltar (3) | Altartisch, Altaraufbau, Tabernakel und sechs Altarleuchter; Holz, vergoldet, 18. Jahrhundert                                          | Margilley, in der Kirche St-Christophe (Lage)                 | PM70000274    | Classé       | 1975  |      |
| Relief Sieben Schmerzen Mariens | Stein, Anfang des 16. Jahrhunderts | Champlitte-la-Ville, in der Kirche St-Christophe (Lage)       | PM70001818    | Classé       | 1997  |      |
| Skulptur Heiliger Sebastian (2) | Stein, 16. Jahrhundert | Champlitte, in der Kirche St-Christophe (Lage)                | PM70002177    | Inscrit      | 1993  |      |
| Skulptur eines Bischofs mit Gnadenstuhl (2) | Stein, 16. Jahrhundert | Champlitte, in der Kirche St-Christophe (Lage)                | PM70002179    | Inscrit      | 1993  |      |
| Skulptur Heiliger Nikolaus | Holz, farbig gefasst, 18. Jahrhundert                                                                                                  | Champlitte, in der Kirche St-Christophe (Lage)                | PM70002353    | Inscrit      | 1989  |      |
| Skulptur Heiliger Vinzenz (2) | Holz, vergoldet, 19. Jahrhundert | Champlitte, in der Kirche St-Christophe (Lage)                | PM70002354    | Inscrit      | 1989  |      |
| Kruzifix (5) | Holz, farbig gefasst, 18. Jahrhundert                                                                                                  | Champlitte, in der Kirche St-Christophe (Lage)                | PM70002356    | Inscrit      | 1989  |      |
| Skulptur Heilige Barbara (3) | Holz, vergoldet, 19. Jahrhundert | Champlitte, in der Kirche St-Christophe (Lage)                | PM70002357    | Inscrit      | 1989  |      |
| Prozessionsstab Madonna mit Kind (2) | Holz, vergoldet, 19. Jahrhundert | Champlitte-la-Ville, in der Kirche St-Christophe (Lage)       | PM70002386    | Inscrit      | 1985  |      |
| Prozessionsstab Madonna mit Kind (3) | Holz, vergoldet, 18. Jahrhundert | Margilley, in der Kirche St-Christophe (Lage)                 | PM70002390    | Inscrit      | 1985  |      |
| Prozessionsstab Madonna mit Kind (4) | Holz, vergoldet, 18. Jahrhundert | Montarlot-lès-Champlitte, in der Kirche St-Martin (Lage)      | PM70003021    | Inscrit      | 1985  |      |
| Prozessionsstab Maria Immaculata | Holz, vergoldet, 19. Jahrhundert | Neuvelle-lès-Champlitte, in der Kirche St-Prudent (Lage)      | PM70003077    | Inscrit      | 1994  |      |
| Gemälde Martyrium des heiligen Prudentius | Ölfarbe auf Leinwand, 17. Jahrhundert                                                                                                  | Neuvelle-lès-Champlitte, in der Kirche St-Prudent (Lage)      | PM70003079    | Inscrit      | 1994  |      |
| Kommuniontisch | Schmiedeeisen, 1785, Entwurf Anatoile Amoudru                                                                                          | Neuvelle-lès-Champlitte, in der Kirche St-Prudent (Lage)      | PM70003081    | Inscrit      | 1994  |      |
| Skulptur Madonna mit Kind (4) | Holz, farbig gefasst und vergoldet, 18. Jahrhundert                                                                                    | Neuvelle-lès-Champlitte, in der Kirche St-Prudent (Lage)      | PM70003103    | Inscrit      | 1985  |      |
| Skulptur Mater dolorosa (2) | Teil einer Kreuzigungsgruppe; Holz, vergoldet, 19. Jahrhundert                                                                         | Frettes, in der Kirche St-Didier (Lage)                       | PM70002741    | Inscrit      | 1985  |      |
| Skulptur Mater dolorosa (3) | Teil einer Kreuzigungsgruppe; Holz, 17. Jahrhundert                                                                                    | Leffond, in der Kirche Decollation-de-St-Jean-Baptiste (Lage) | PM70002877    | Inscrit      | 1985  |      |